# Ostriv, Busk
Ostriv (în ucraineană Острів) este un sat în comuna Kutkir din raionul Busk, regiunea Liov, Ucraina.

## Demografie
Componența lingvistică a localității Ostriv
     Ucraineană (99,72%)
     Alte limbi (0,28%)
Conform recensământului din 2001, majoritatea populației localității Ostriv era vorbitoare de ucraineană (99,72%), existând în minoritate și vorbitori de alte limbi.